# 辜姵婷
辜姵婷（1983年6月11日—），台灣女子羽球選手，現已退役。

## 簡歷
2006年，辜姵婷代表中華台北出戰日本東京舉行的優霸盃，助球隊奪得季軍。
2007年，辜姵婷夥拍周佳琦參加吉隆坡舉行的世界羽毛球錦標賽，最後負於日本女雙組合小椋久美子與潮田玲子，止步八強。

## 主要比賽成績

### 奧運會和世錦賽參賽紀錄
|          | 搭檔   | 2005 | 2006 | 2007 |
| -------- | ------ | ---- | ---- | ---- |
| 女子雙打 | 周佳琦 | 32強 | 32強 | 8強  |

## 個人生活
辜姵婷在家裏排行第二，有一兄一妹。畢業後，她在台灣電力公司任職，過著半天上班、半天訓練的生活。
2005年，辜姵婷與中國隊選手陈宏在新加坡羽毛球公开赛時認識，二人在2006年年底閃電結婚，辜姵婷亦在婚後從國家隊退役 。